# Inventarium Sveciae

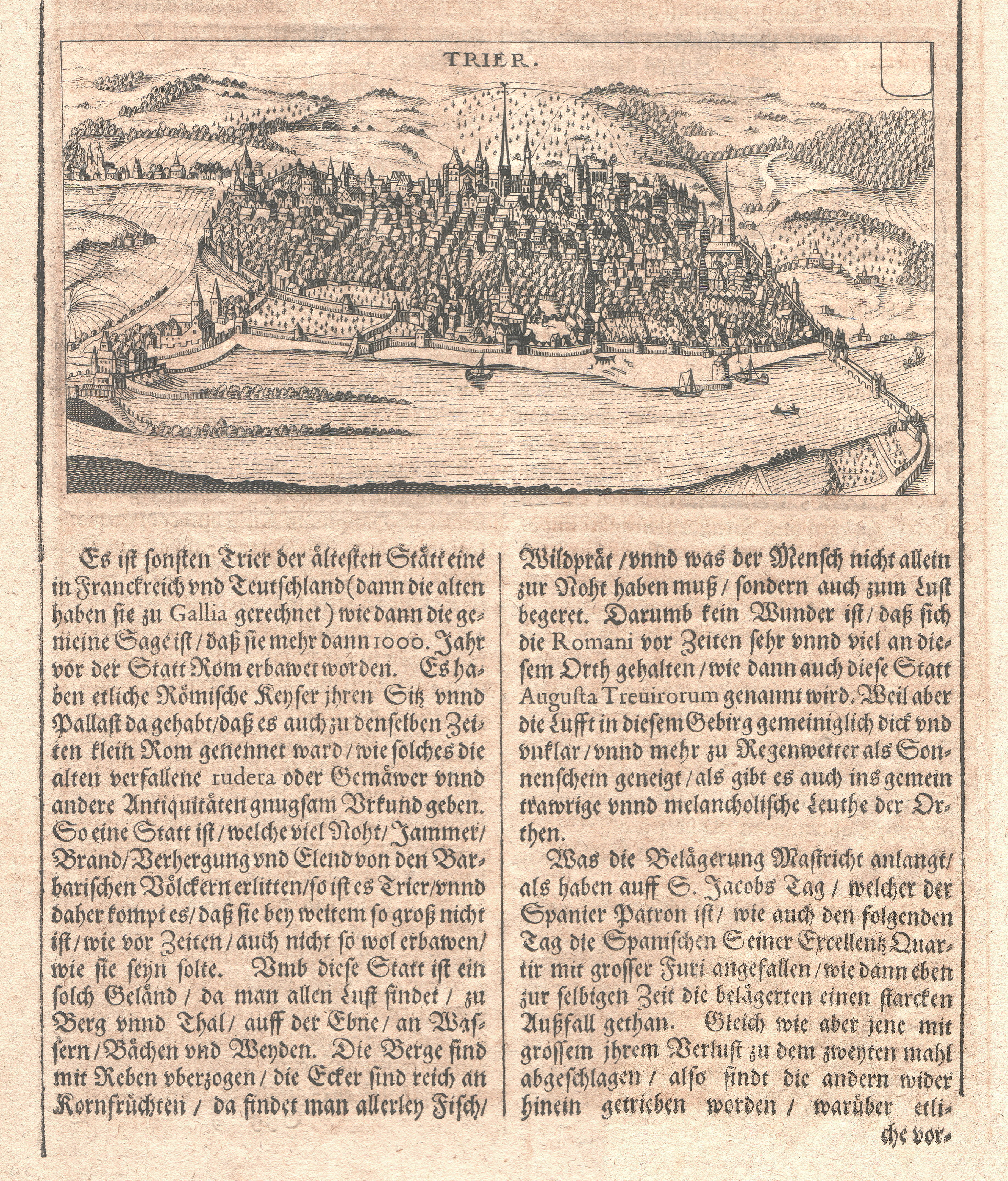
Ausschnitt aus der S. 420
(Bericht von der Statt Trier und Verlauff von Mastricht)

Das Inventarium Sveciae ist ein im Jahre 1633 in Frankfurt am Main erschienenes Buch von Johann Ludwig Gottfried und Friedrich Hulsius.
Es handelt sich um eine in deutscher Sprache verfasste Beschreibung der Geschichte Schwedens bis Gustav II. Adolf sowie eine ausführliche Darstellung seiner Teilnahme am Dreißigjährigen Krieg.